# Macharaviaya
Macharaviaya là một đô thị trong tỉnh Málaga, cộng đồng tự trị Andalusia Tây Ban Nha. Đô thị này có diện tích là 7,21 ki-lô-mét vuông, dân số năm 2009 là 501 người với mật độ 69,2 người/km². Đô thị này có cự ly 27 km so với tỉnh lỵ Málaga.